# 龜戶事件
龜戶事件，是1923年9月1日日本关东大地震，京滨一带陷入混乱，坊间谣传朝鲜人暴动，政府发布戒严令。在信息混乱、真假难辨之下，军部和警察认定社会主义者和工人活动家，会借机挑唆朝鲜人，进一步制造动乱。3日晚10时，龟户警察署逮捕纯工人工会会长平泽计七和南葛劳动会的川合义虎等八人，5日晨2点30分，交由近卫师团骑兵第十三连队的士兵处决。是月下旬经报纸披露后，政府反指川合等人顽劣反抗，根据卫戍勤务规定，自身行为合法。此事与大杉荣一干人被害的大杉事件，间接影响到年末震动朝野、枪击摄政汽车的虎之門事件。